# ستيف سميث (لاعب كرة قدم)
ستيف سميث (بالإنجليزية: Steve Smith Sr.)‏ (و. 1979  م) هو لاعب كرة قدم أمريكية، من الولايات المتحدة، ولد في كومبتون، كاليفورنيا، يلعب كمستقبل واسع ‏.

## التعليم
تعلم في جامعة يوتا (1999–2001)، وكلية سانتا مونيكا (1997–1999)، ومدرسة الجامعة الثانوية ‏.

## وصلات خارجية
- ستيف سميث على موقع إي إس بي إن.كوم (أن.أف.أل)3
- ستيف سميث على موقع مرجع كرة القدم المحترفة.كوم (الإنجليزية)
- ستيف سميث على موقع IMDb (الإنجليزية)